# Поздняков, Анатолий Сергеевич
Анатолий Сергеевич Поздняков (род. 1 февраля 1987, Ленинград) — российский легкоатлет, специализирующийся в метании молота. Мастер спорта России международного класса. Двукратный бронзовый призёр чемпионатов России (2012, 2014). Двукратный серебряный призёр чемпионатов России по длинным метаниям (2010, 2013).

## Биография
Тренировался под руководством Вадима Станиславовича Херсонцева в центре спортивной подготовки «Луч» в Москве и Юрия Яковлевича Баландина в Школе высшего спортивного мастерства по лёгкой атлетике в Санкт-Петербурге.
Чемпион первенства России среди юношей (2004) и молодёжи (2009). Серебряный призёр чемпионата Европы среди молодёжи (2009).
В 2009 году на Кубке Европы по зимним метаниям среди молодёжи занял второе место. Участвовал в чемпионате Европы 2012 года (18 место в квалификации), Универсиаде 2013 года (9 место) и других международных соревнованиях.